# Shahrestān di Ramsar
Lo shahrestān di Ramsar (farsi شهرستان رامسر) è uno dei 20 shahrestān della provincia del Mazandaran, il capoluogo è Ramsar. Nella sola circoscrizione centrale c'è anche la città di Ketalem va Sadatshahr (کتالم و سادات‌شهر).